# Лемферде
Лемферде (њем. Lemförde) општина је у њемачкој савезној држави Доња Саксонија. Једно је од 47 општинских средишта округа Дипхолц. Према процјени из 2010. у општини је живјело 2.861 становника. Посједује регионалну шифру (AGS) 3251023.

## Географски и демографски подаци
Лемферде се налази у савезној држави Доња Саксонија у округу Дипхолц. Општина се налази на надморској висини од 46 метара. Површина општине износи 7,0 km². У самом мјесту је, према процјени из 2010. године, живјело 2.861 становника. Просјечна густина становништва износи 412 становника/km².